# Чичерин (фильм)
«Чичерин» — советский двухсерийный художественный фильм 1986 года, снятый на киностудии «Мосфильм». Фильм стал последней режиссёрской работой Александра Зархи.

## Содержание
Биографический фильм о первом наркоме иностранных дел СССР, дипломате Г. В. Чичерине (1872—1936). Действие фильма происходит в 1918—1922 годах.

### Первая серия
Лондон, 1918 год. Журналистка Мэри Бриджес-Адамс приходит в тюрьму, в которой содержится революционер Чичерин для того, чтобы сообщить ему о ноте Советского правительтства Ллойд Джорджу с требованием освобождения Чичерина из тюрьмы и планах Ленина обменять его на посла Великобритании в Петрограде и либо назначить его министром иностранных дел страны, либо послом там же в Лондоне. Несмотря на уговоры Мэри остаться послом и предупреждении о катастрофическом положении в России, Чичерин возвращается в Россию. К наркому Чичерину прибыл представитель Великобритании Брюс Локкарт, чтобы уговорить Россию продолжать войну с Германией. Тем не менее, после разговора с Лениным Чичерин убеждён, что только договор с Германией о сдаче Прибалтики и Украины немцам может спасти революцию. Чичерин приказывает полковнику Скопину приготовить всё для встречи делегации в Брест-Литовске для подписания мирного договора, хотя тот убеждённый противник мира с немцами, убившими всю его семью. С трудом делегация добирается до Брест-Литовска, где Чичерин вновь встречается с Адамс, представляющей там нейтральную Швецию. Договор подписан, после чего не выдержав позора, Скопин кончает с собой. В привокзальном ресторане Чичерин объясняет Адамс, считающей договор катастрофой для России, что он, хотя у него дрожала рука при подписании договора, счатлив и делал это вопреки себе для будущего революции. После возвращения в Москву Чичерин встречается с Локкартом, а затем со всеми представителями Антанты, которые настаивают на помощи России в их войне с Германией, однако Чичерин обвиняет их в интервенции во многих регионах России. Представители Франции, Великобритании и США говорят, что в нынешней ситауции они более не могут рассматривать Россию как дружественную страну. На первый дипломатический приём, устроенный Чичериным, не является ни один прилашённый представитель, объявляя России дипломатическую блокаду. Лишь Локкарт появляется, чтобы предложить Чичерину помощь с отъездом из России. Взбешённый Чичерин выгоняет Локкарта вон, а приготовленные угощенья, с трудом раздобытые Панкиным, в результате предлагаются местным детям.

### Вторая серия
Чичерин приехал в своё бывшее имение, где встретил своих бывших крестьян и няню. В это время в Москве идёт подготовка к конференции в Генуе. В ожидании иска по царским долгам готовится встречное требование по возмещению убытков, нанесённых России в ходе интервенции странами Антанты. Из-за болезни Ленина главой делегации в Генуи назначен Чичерин. На Генуэзской конференции по итогам Первой мировой войны Ллойд-Джордж предъявил иск к России в 18,5 млрд рублей золотом как долги Российской империи. Российская делегация назвала свои контр-претензии на 49 млрд руб и отказалась рассматривать иск Ллойд-Джорджа. Тем не менее, в ночь перед пасхой Чичерину удалось уговорить немцев и подписать отдельный договор с Германией о взаимном признании. В Генуе Чичерин вновь встретился с Бриджес-Адамс, которая восторженно говорила о его успехе на конференции. Чичерин встречается с итальянским поэтом и сторонником зарождающегося фашистского движения Д’Аннунцио, который прославляет силу и Муссолини. В заключительной речи на конференции Чичерин призывает к сокращению вооружений и армий всех государств под апплодисменты Бриджес и зрителей. В заключение Чичерин участвует на приёме короля Италии Виктора Эммануила представителей делегаций на военном корабле.
На протяжении фильма проходит тема музыки Моцарта, которую Чичерин особенно ценил.

## В ролях
| Актёр               | Роль                                                              |
| ------------------- | ----------------------------------------------------------------- |
| Леонид Филатов      | Чичерин                                                           |
| Леонид Броневой     | Литвинов                                                          |
| Олег Голубицкий     | Красин                                                            |
| Рубен Симонов       | Карахан                                                           |
| Александр Граве     | Воровский                                                         |
| Валерий Золотухин   | матрос Панкин (прототип — Николай Маркин)                         |
| Эрнст Романов       | Казаков                                                           |
| Анатолий Ромашин    | полковник Скопин (прототип — генерал Владимир Евстафьевич Скалон) |
| Вера Венцель        | Мэри Бриджес-Адамс                                                |
| Альгимантас Масюлис | Локкарт                                                           |
| Владимир Самойлов   | Ллойд Джордж                                                      |
| Алексей Алексеев    | Барту                                                             |
| Ролан Быков         | Д’Аннунцио                                                        |
| Абессалом Лория     | король Италии Виктор Эммануил III                                 |
| Арийс Гейкинс       | Хольман                                                           |
| Юрий Катин-Ярцев    | архивариус                                                        |
| Алексей Миронов     | крестьянин из усадьбы Чичериных Иван Егорович Воронов             |
| Мария Скворцова     | няня Чичерина Аннушка                                             |
| Николай Парфёнов    | повар Фёдор Афанасьевич                                           |
| Николай Сморчков    | Петровский                                                        |
| Олев Эскола         | дипломат Ливерн                                                   |
| Валдас Ятаутис      | бывший посол Великобритании Бьюкенен                              |
| Юрий Звягинцев      | сын фронтовика Егор Колесников                                    |

## Съёмочная группа
- Режиссёры: Александр Зархи
- Авторы сценария: Александр Зархи, Владлен Логинов
- Оператор: Анатолий Мукасей
- Художник-постановщик: Давид Виницкий
- Композитор: Ираклий Габели